# Свидетель (фильм, 1985)
«Свидетель» (англ. Witness) — романтический триллер 1985 года с Харрисоном Фордом в главной роли. Первый фильм известного австралийского режиссёра Питера Уира, действие которого происходит в Америке. Премьера состоялась 8 февраля 1985 года.

## Сюжет
Рэйчел Лапп, молодая вдова-амишка с маленьким сыном Сэмьюэлом едет к сестре в другой город.  В туалете на вокзале 30th Street Station мальчик становится случайным свидетелем убийства человека. Инспектор Джон Бук, ведущий расследование, задерживает в городе мать и ребёнка, чтобы тот помог опознать убийцу. Убитым оказывается тайный агент отдела по борьбе с наркотиками. В управлении мальчик узнаёт на фото человека, совершившего преступление. Им оказывается инспектор из департамента по борьбе с наркотиками Макфи. Джон Бук сообщает об этом главе Управления Полу Шефферу и вскоре чуть не погибает от руки Макфи — Шеффер тоже оказывается замешан в сбыте наркотиков. Полицейская мафия начинает охоту на неудобного свидетеля.
Теперь Джон вынужден заниматься уже не расследованием, а прятать ребёнка и скрываться сам. Раненый, он увозит Рэйчел и Сэмьюэла домой, в селение амишей, где жизнь, кажется, застыла в XIX веке. Рэйчел выхаживает его и между ними возникает чувство. Местные жители не одобряют появление чужака, и побег Джона в чистую бесхитростную жизнь верующих сельских тружеников оказывается не более чем утопией. Расправившись с продажными «блюстителями закона», Джон возвращается в свой привычный мир.

## В ролях
| Актёр             | Роль              |
| ----------------- | ----------------- |
| Харрисон Форд     | Джон Бук          |
| Келли Макгиллис   | Рэйчел Лапп       |
| Джозеф Соммер     | Пол Шеффер        |
| Лукас Хаас        | Сэмьюель Лапп     |
| Ян Рубеш          | Элай Лапп         |
| Александр Годунов | Дэниэл Хохляйтнер |
| Дэнни Гловер      | Макфи             |
| Брент Дженнингс   | Картер            |
| Вигго Мортенсен   | Мозэс Хохляйтнер  |

## Работа над фильмом
Сценарий навеян одной из серий популярного телесериала «Дымок из ствола». Первоначальное название — «Призванный домой» (Called Home). Студия 20th Century Fox отказалась дать зелёный свет проекту «сельского фильма», однако сценарий заинтересовал Фила Герша, агента Харрисона Форда. Под это громкое имя удалось найти финансирование.
В качестве режиссёра Форд предложил австралийца Питера Уира, который снискал известность фильмами о выживании архаических культур в современном мире. Хотя «Свидетель» затрагивает ту же самую тему, Уир дал согласие на участие в проекте только после того, как из-за финансовых проблем сорвались съёмки его фильма «Берег москитов».
«Свидетель» снимался в наиболее патриархальной, меннонитской части Пенсильвании. Поскольку амиши от участия в съёмках отказались, основную часть массовки составляют обычные меннониты. В отличие от настоящих амишей, герои фильма говорят в основном по-немецки, а не на пенсильванско-немецком наречии.
В самой известной сцене фильма по радио звучит не оригинал знаменитой мелодии «(What a) Wonderful World» Сэма Кука, а её кавер-версия в исполнении Грега Чапмена.

## Мнения критиков
Фильм имел успех как у широкой публики, так и у кинокритиков. Последних приятно удивила актёрская работа Харрисона Форда, который, по словам Дэйва Кера, здесь впервые показал себя как нечто большее, чем шестерёнка комбайна «Спилберг-Лукас». В своей рецензии Роджер Эберт поставил «Свидетелю» наивысший балл, назвав его триллером, которым мог бы гордиться сам Хичкок. Авторы энциклопедии allmovie также числят «Свидетель» среди самых успешных примеров романтического триллера. В справочнике Time Out выделено отсутствие морализаторства и готовых выводов о преимуществе общинного сельского образа жизни над современным городским. Кер, однако, посетовал на ходульность сценарных решений («более надуманных сюжетов не существует»).

## Награды и номинации
- 1986 — две премии «Оскар» — за лучший оригинальный сценарий (Уильям Келли, Памела Уоллес, Эрл Уоллес) и лучший монтаж (Том Нобл), а также 6 номинаций: за лучший фильм (Эдвард Фельдман), лучшую режиссуру (Питер Уир), лучшую мужскую роль (Харрисон Форд), лучшую операторскую работу (Джон Сил), лучшую оригинальную музыку (Морис Жарр), лучшую работу художников-декораторов (Стэн Джолли, Джон Андерсон).
- 1986 — премия BAFTA за лучшую оригинальную музыку (Морис Жарр), а также 6 номинаций: за лучший фильм (Эдвард Фельдман, Питер Уир), лучший оригинальный сценарий (Уильям Келли, Эрл Уоллес), лучшую мужскую роль (Харрисон Форд), лучшую женскую роль (Келли МакГиллис), лучшую операторскую работу (Джон Сил), лучший монтаж (Том Нобл).
- 1986 — номинация на премию Гильдии режиссёров США за лучшую режиссуру — Художественный фильм (Питер Уир).
- 1986 — премия Эдгара Аллана По за лучший фильм (Уильям Келли, Эрл Уоллес).
- 1986 — 6 номинаций на премию «Золотой глобус»: за лучший фильм — драма, лучшую режиссуру (Питер Уир), лучший сценарий (Уильям Келли, Эрл Уоллес), лучшую мужскую роль — драма (Харрисон Форд), лучшую женскую роль второго плана (Келли МакГиллис), лучшую оригинальную музыку (Морис Жарр).
- 1986 — номинация на премию «Грэмми» за лучший альбом оригинальной музыки для кино или телевидения (Морис Жарр).
- 1986 — премия Гильдии сценаристов США за лучший оригинальный сценарий (Уильям Келли, Эрл Уоллес).
- 1986 — две номинации на премию «Молодой актёр»: за лучшую семейную драму и за лучшую роль молодого актёра (Лукас Хаас).
- Фильм включён в число 100 самых страстных американских фильмов за 100 лет по версии AFI.